# Anna (album)
Pour les articles homonymes, voir Anna.
Albums de Serge Gainsbourg
Gainsbourg Percussions
(1964) Bonnie and Clyde
(1968)
Anna est le septième album de Serge Gainsbourg. Il s'agit de la bande originale du téléfilm du même nom.
Passé inaperçu à l'époque, Anna a été depuis réhabilité, notamment par les Anglo-Saxons qui découvrirent, trois décennies plus tard, les compositions de Gainsbourg, les arrangements de Michel Colombier, précurseurs de ceux que Jean-Claude Vannier réalisera pour Melody Nelson et la voix d'Anna Karina.
Certaines chansons apparaissent dans la compilation Le Cinéma de Serge Gainsbourg en 2015.

## Titres
Toutes les chansons sont écrites et composées par Serge Gainsbourg.
| No  | Titre                                       | Interprète                             | Durée |
| --- | ------------------------------------------- | -------------------------------------- | ----- |
| 1.  | Sous le soleil exactement (orchestre)       |                                        | 2:07  |
| 2.  | Sous le soleil exactement                   | Anna Karina                            | 3:30  |
| 3.  | C'est la cristallisation comme dit Stendhal | Serge Gainsbourg et Jean-Claude Brialy | 2:04  |
| 4.  | Pas mal, pas mal du tout                    | Serge Gainsbourg et Jean-Claude Brialy | 1:50  |
| 5.  | J'étais fait pour les sympathies            | Jean-Claude Brialy                     | 3:25  |
| 6.  | Photographes et religieuses (orchestre)     |                                        | 1:35  |
| 7.  | Rien, rien, j'disais ça comme ça            | Serge Gainsbourg et Anna Karina        | 1:12  |
| 8.  | Un jour comme un autre                      | Anna Karina                            | 1:13  |
| 9.  | Boomerang                                   | Jean-Claude Brialy                     | 2:57  |
| 10. | Un poison violent c'est ça l'amour          | Serge Gainsbourg et Jean-Claude Brialy | 2:34  |
| 11. | De plus en plus, de moins en moins          | Jean-Claude Brialy et Anna Karina      | 2:22  |
| 12. | Roller Girl                                 | Anna Karina                            | 2:23  |
| 13. | Ne dis rien                                 | Jean-Claude Brialy et Anna Karina      | 3:18  |
| 14. | Pistolet Jo                                 | Anna Karina                            | 2:05  |
| 15. | G. I. Jo                                    | Jean-Claude Brialy et Anna Karina      | 2:05  |
| 16. | Je n'avais qu'un seul mot à lui dire        | Jean-Claude Brialy et Anna Karina      | 3:00  |